# Трансмутация
Трансмутацията е превръщането на един химичен елемент в друг, най-често в резултат на ядрена реакция. Превръщането може да бъде естествено или изкуствено.
Естествената трансмутация се проявява изключително бавно като процес при който нестабилните изотопи се превръщат в стабилни. Трансмутацията е един от основните процеси в ядрата на звездите.
Изкуствената трансмутация представлява превръщането на един елемент в друг с човешка намеса – обикновено в резултат на предизвикана ядрена реакция.